# Dasiops aethiopicus
Dasiops aethiopicus är en tvåvingeart som beskrevs av Mcalpine 1964. Dasiops aethiopicus ingår i släktet Dasiops och familjen stjärtflugor.
Artens utbredningsområde är Etiopien. Inga underarter finns listade i Catalogue of Life.